# Афанасово (Митищинський міський округ)
Афана́сово (рос. Афанасово) — присілок у складі Митищинського міського округу Московської області, Росія.

## Населення
Населення — 336 осіб (2010; 313 у 2002).
Національний склад (станом на 2002 рік):
- росіяни — 88 %